# Чугунный мост через Северн
«Чугунный мост» (англ. The Iron Bridge) через реку Северн в графстве Шропшир в Англии — первый чугунный арочный мост в мире, революционное для своего времени сооружение. Охраняется ЮНЕСКО как памятник Всемирного наследия.
Строительство моста из металла стало возможным благодаря наличию в округе доменных печей Джона Уилкинсона. Инициатива строительства моста и его проект принадлежали архитектору Томасу Притчарду (ок. 1723 — 1777). Отливка крупных частей моста потребовала ряда новаторских решений. Мост был собран летом 1779 года и был введён в эксплуатацию в первый день 1781 года.
По образу и подобию первого моста в конце XVIII и начале XIX века в Англии было сооружёно ещё несколько чугунных мостов. При отливке новых мостов требовалось гораздо меньше металла. Уже в начале XIX века мост стал покрываться трещинами, его приходится регулярно ремонтировать. В 1934 году сооружение было поставлено на государственную охрану и закрыто для проезда транспорта.

## Строительство

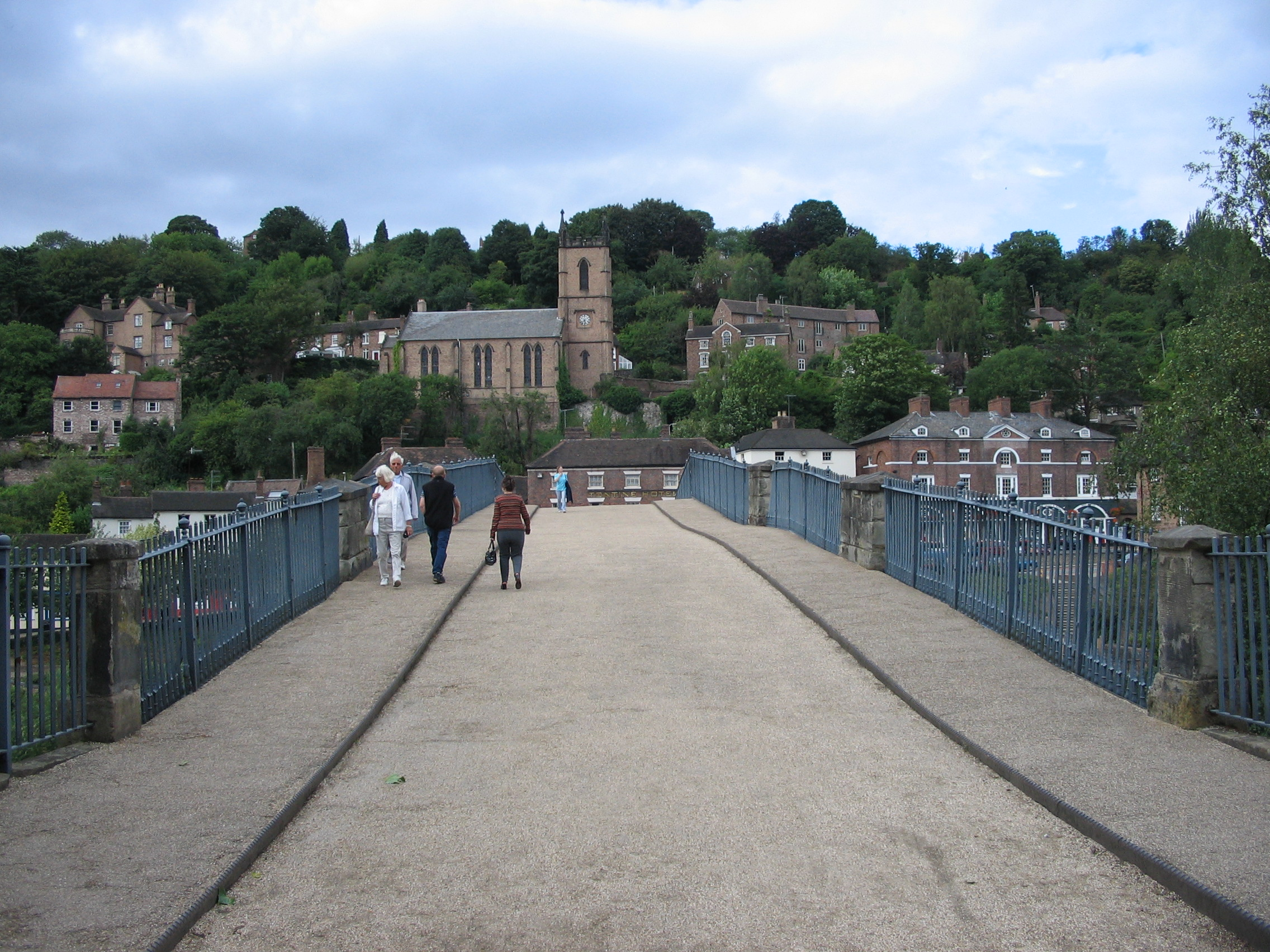
Прохожая часть моста

В начале XVIII века пересечь ущелье Северна можно было только на пароме. Требовалась более надёжная переправа.
В 1773 году Т. Ф. Притчард предложил местному сталепромышленнику Джону Уилкинсону построить мост из чугуна. К 1775 году Притчард завершил проект моста, но умер в декабре 1777 года, через месяц после начала работы.
Абрахаму Дарби, владельцу чугунолитейного завода, было поручено отлить и построить мост.
Для финансирования строительства были выпущены акции, но их не хватило, и Дарби согласился частично финансировать недостающее (в целом на 3200 фунтов стерлингов). По предварительным расчётам, для строительства требовались 300 тонн чугуна (стоимостью 7 фунтов за тонну), однако фактически было потрачено 379 тонн. Учитывая дополнительные расходы (монтаж, опоры и т. д.), проект оказался гораздо дороже, чем изначально предполагалось, и Дарби понёс большие убытки, оставшись в долгах до конца жизни.
Мост являлся первым в своем роде, строительство не имело прецедента, поэтому конструкция основывалась на методах, используемых в плотницком деле. Каждый элемент рамы моста был отлит отдельно, и использовались сочленения типа «шип-паз» и «ласточкин хвост», которые адаптировались по мере необходимости к свойствам чугуна. Для скрепления половин рёбер с верхом арки были использованы болты.
Большие части были необходимы, чтобы создать структуру, которая была высотой около 30 м (до 20 м над рекой). Самыми большими в конструкции были половины рёбер, каждое из которых было около 70 футов (более 20 м) длиной и весом 5,25 тонн. Мост состоял из более чем 800 отлитых отдельно элементов 12 основных типов. На изготовление всех отливок ушло около 380 т чугуна.
Размеры моста: длина — 60 м, длина центрального пролёта — 30,5 м, высота 13,7 м.
Конструкция моста была возведена летом 1779 года, и он был открыт в первый день 1781 года.
Уже в 1784 году в некоторых конструкциях было замечено появление трещин из-за напряжений, связанных со сдвигами береговой линии и массивных каменных береговых опор. В 1821 году южная каменная опора была заменена облегчённой чугунной.
В 1935 году мост закрыт для движения транспорта.

## Разное
Мост в половину натурального размера был построен в 2001 году в рамках исследования для документальной программы Timewatch телеканала BBC, которая была показана в 2002 году.